# Escut del Pont de Vilomara i Rocafort
L'escut oficial del Pont de Vilomara i Rocafort té el següent blasonament:
Escut caironat truncat: 1r. d'argent, 3 rocs d'atzur malordenats; 2n. de gules, un pont gòtic d'or de 9 arcs movent de la punta. Per timbre una corona mural de poble.

## Història
Va ser aprovat el 24 de maig de 1984 i publicat al DOGC l'11 de juliol del mateix any amb el número 451.
La primera partició correspon a les armes parlants dels Rocafort, senyors del poble que tradicionalment ha estat el cap del municipi, però que actualment s'ha vist àmpliament superat pel Pont de Vilomara, població industrial creada al final del segle xix prop de l'antic pont gòtic (segle xiii) sobre el Llobregat. Té nou arcs i es veu representat a la segona partició de l'escut, on simbolitza la nova capital del municipi.